# Moscow Raceway
Moscow Raceway — гоночная трасса в Волоколамском городском округе Московской области, близ деревень Шелудьково и Федюково, в 77 км от Москвы (95-й км. Новорижского шоссе (М9)). Автодрому присвоена высшая категория FIA — Grade 1, что позволяет проводить здесь соревнования любого уровня: от национальных серий до чемпионатов мира по авто- и мотоспорту и этапов Формулы-1.
Длина трассы в максимальной конфигурации 4070 метров (для мотогонок — 3932 метров), ширина от 12 до 21 метра, ширина прямой «старт-финиш» — 15 м, перепад высот 22 метра. Трасса (конфигурация Гран-При) состоит из 15 поворотов, 9 левых и 6 правых. Самый длинный участок — 873 м. Максимальная расчетная скорость для машин Формулы-1 около 311 км/ч. Одна из особенностей трека — движение на нём осуществляется против часовой стрелки, что в кольцевом автоспорте встречается относительно редко.

## История
В октябре 2008 года Ханс Гайст, который на тот момент являлся управляющим директором трассы, в интервью сообщил, что первые гонки на трассе могут пройти в июне 2010 года и это будут соревнования уровня DTM или MotoGP. Презентация проекта и закладка первого камня автодрома состоялась 1 октября 2008 года. В презентации приняли участие архитектор автодрома — Герман Тильке, гонщик Формулы-1 — Дэвид Култхард. Однако вскоре в связи с кризисом возведение автодрома было прервано.
Строительство возобновили в июне 2010 года. Генеральным подрядчиком по дорожному строительству было русско-германское совместное предприятие «Автобан», генеральный подрядчик по строительству зданий и сооружений — компания Стройтех-5. Летом 2011 года строительство автодрома вышло на финишную прямую, был выбран последний подрядчик — альянс «Siemens/PKE» стал участником проекта по созданию и внедрению систем специальной электроники для Moscow Raceway. Общая стоимость строительства автодрома составила 4,5 млрд рублей.
14—15 июля 2012 года состоялось официальное открытие автодрома, в рамках проведения этапа Мировой серии Рено. В церемонии открытия приняли участие чемпион мира Ален Прост и архитектор трассы Герман Тильке.
Сейчас автодром занят практически весь год: на нем постоянно проходят занятия школ водительского мастерства Mercedes-AMG Academy и Porsche Driving Centre, трек-дни для авто и мото-любителей, этапы международных и национальных чемпионатов, клубных серий, разнообразные презентации, тесты и конференции.

## Гонки

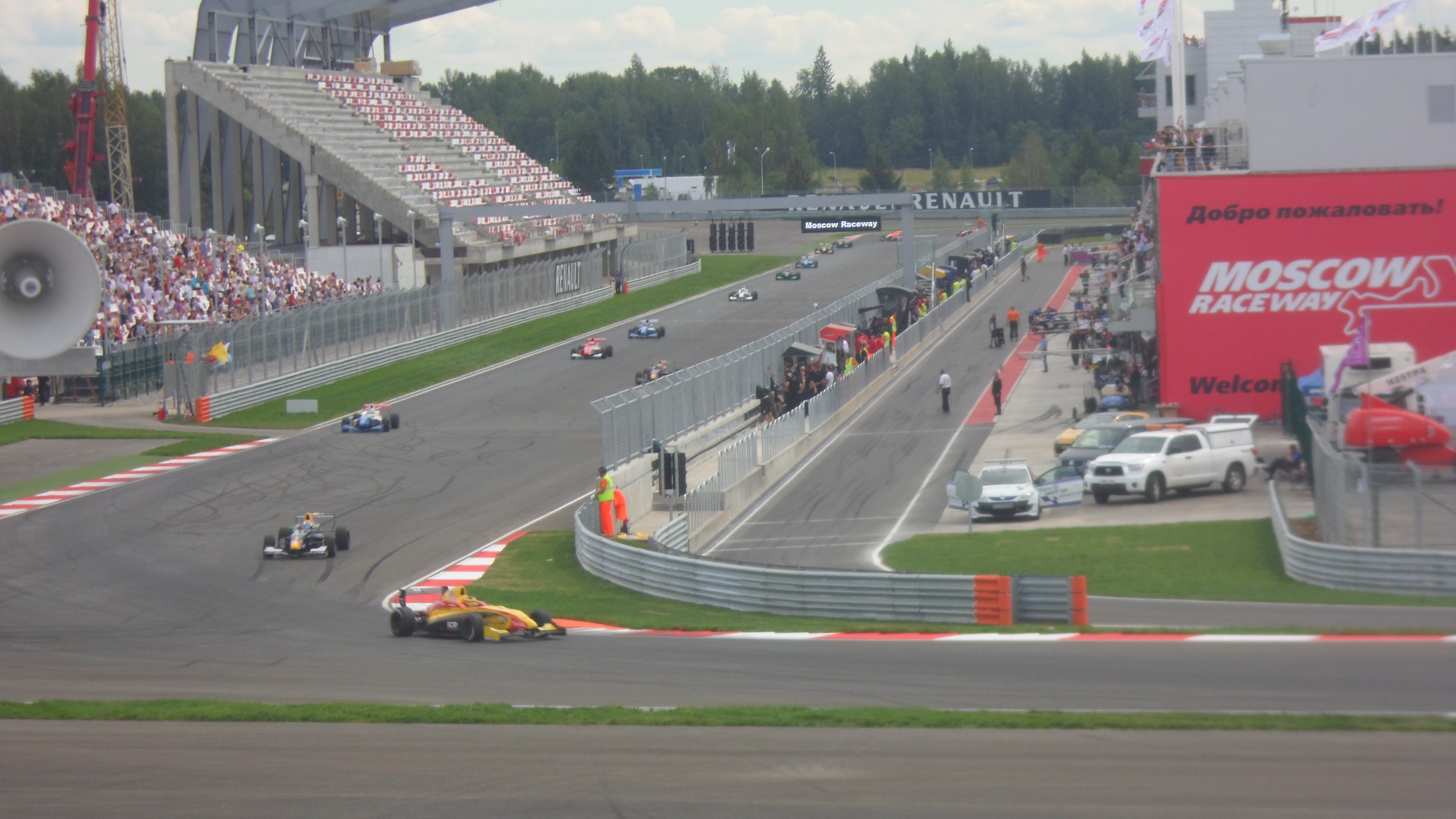
Еврокубок Формулы-Рено 2.0 гонка на Moscow Raceway, 2012 год.

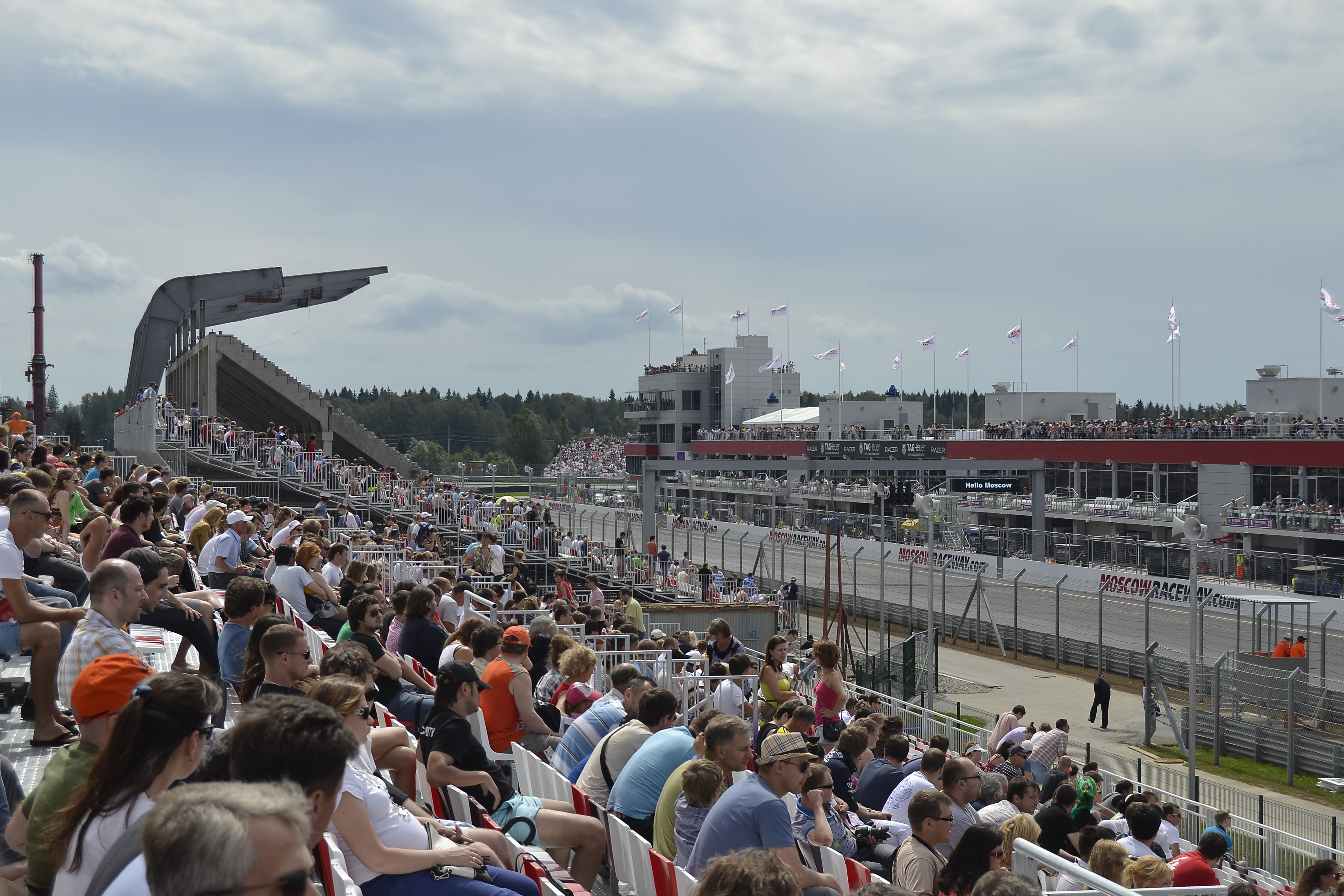
Трибуны на Moscow Raceway, 2012 год.

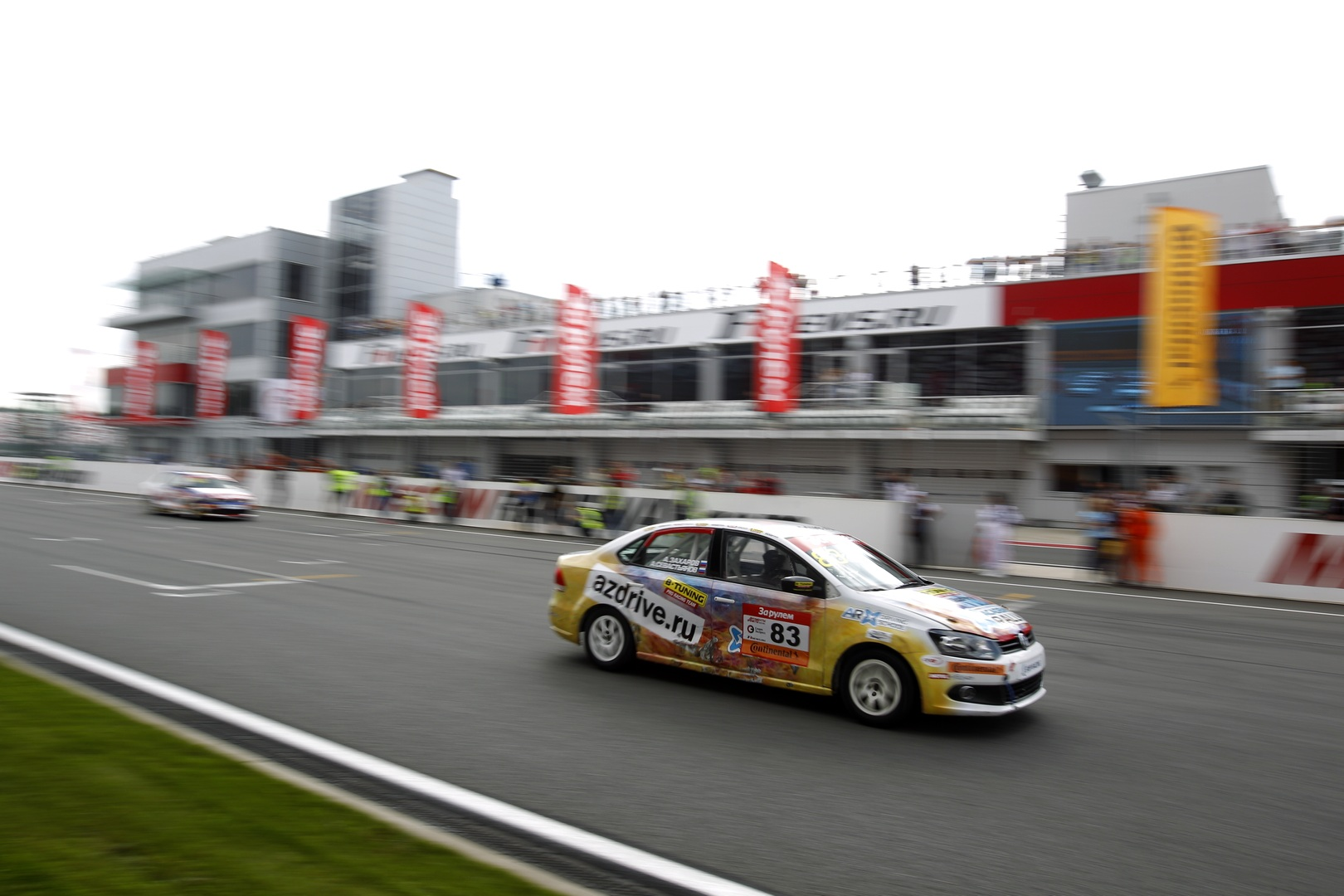
4-часовой марафон Russian Endurance Challenge на Moscow Raceway, 2017 год.

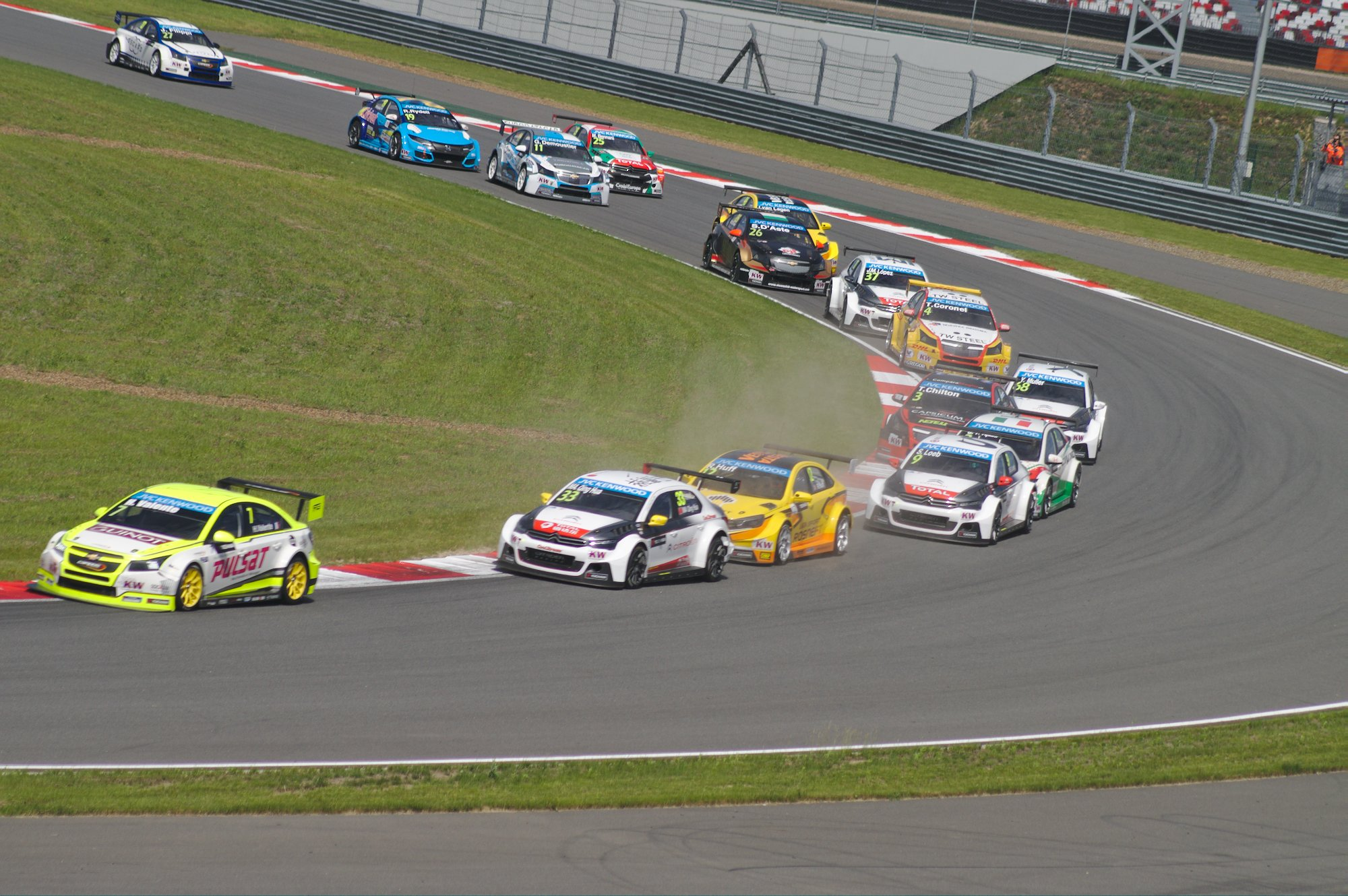
Заезд этапа WTCC на Moscow Raceway, 2015 год.

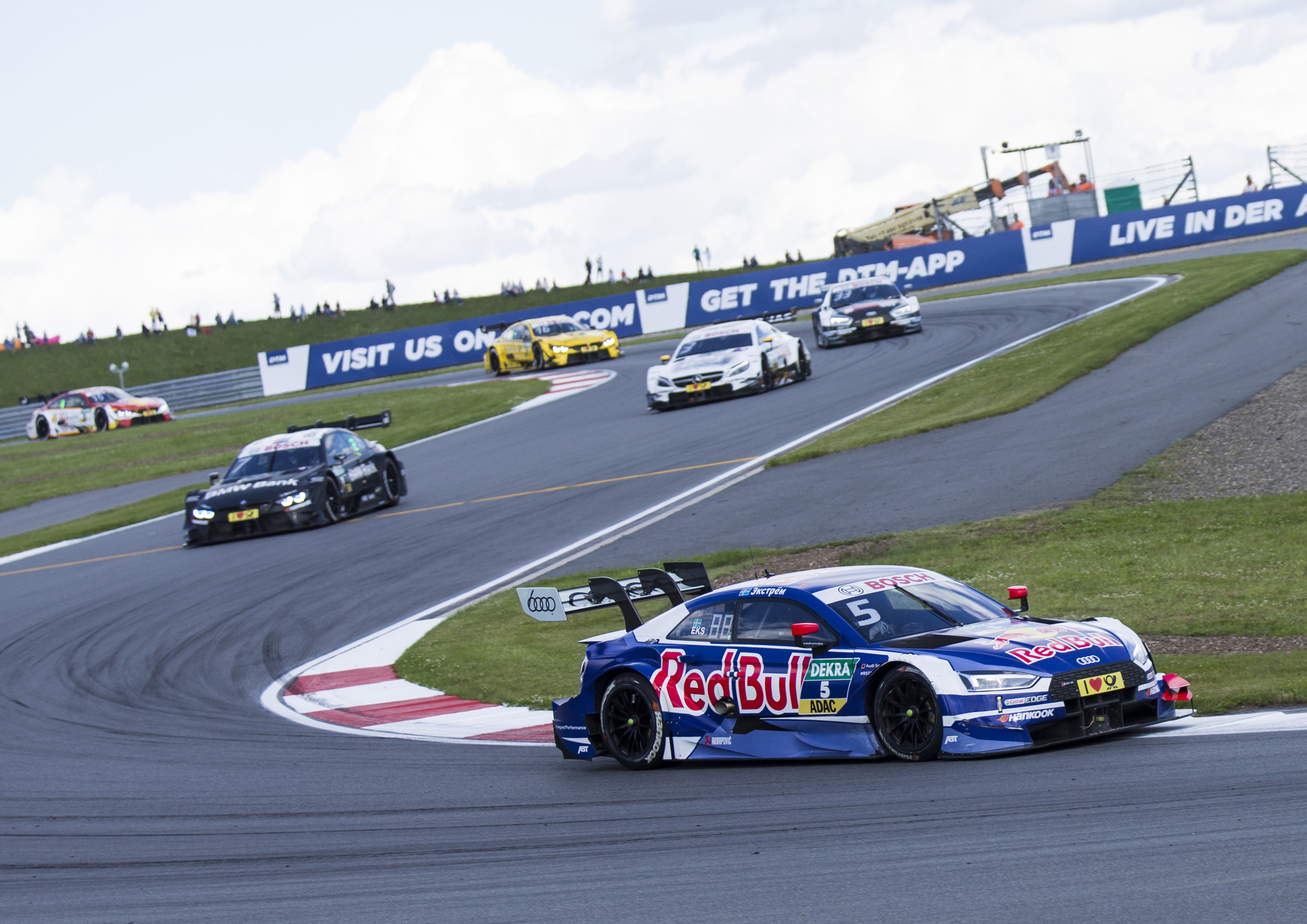
Гонка этапа DTM на Moscow Raceway, 2017 год.

### 2012
В сезоне 2012 года на автодроме проведены три гонки мирового уровня:
- 14—15 июля — этап Мировой серии Рено[7];
- 26 августа — этап чемпионата мира по Супербайку[8];
- 1—2 сентября — этап серии FIA GT1[9].

Также были проведены два этапа национальных чемпионатов:
- 4—5 августа — этап Чемпионата России по кольцевым автогонкам (RRC)[10];
- 15—16 сентября — этап Russian Superbike Championship[11].

### 2013
- 8—9 июня — этап чемпионата мира FIA WTCC;
- 22—23 июня — этап Мировой серии Рено;
- 20—21 июля — этап чемпионата мира по Супербайку;
- 2—4 августа — этап DTM.

Этапы национальных чемпионатов:
- 1 июня — этап Moscow Classic Grand Prix;
- 8—9 июня — этап Чемпионата России по кольцевым автогонкам (RRC)[10];
- 24 июля — этап Moscow Classic Grand Prix;
- 24—25 августа — этап Russian Superbike Championship[11];
- 19 сентября — этап Moscow Classic Grand Prix.

### 2014
- 7—8 июня — этап чемпионата мира FIA WTCC;
- 28—29 июня — этап Мировой серии Рено;
- 11—13 июля — этап DTM.

Этапы национальных чемпионатов:
- 7—8 июня — этап Чемпионата России по кольцевым автогонкам РСКГ;
- 18 июня — этап Moscow Classic Grand Prix;
- 17 июля — этап Moscow Classic Grand Prix;
- 30—31 августа — этап Russian Superbike Championship[11];
- 25 сентября — этап Moscow Classic Grand Prix.

### 2015
- 6—7 июня — этап чемпионата мира FIA WTCC;
- 6—7 июня — этап североевропейского чемпионата СМП Формула-4;
- 4 июля — этап чемпионата Blancpain Sprint Series[англ.];
- 28—30 августа — этап DTM;
- 5—6 сентября — этап североевропейского чемпионата СМП Формула-4.

Этапы национальных чемпионатов:
- 6—7 июня — этап Формулы Мастерс;
- 11 июня — этап Moscow Classic Grand Prix;
- 19 июля — этап кубка Porsche Sport Challenge;
- 23 июля — этап Moscow Classic Grand Prix;
- 24—26 июля — этап Russian Superbike Championship[11] и Кубок Губернатора Московской области;
- 29—30 августа — этап кубка Porsche Sport Challenge;
- 5—6 сентября — этап Чемпионата России по кольцевым автогонкам РСКГ;
- 24 сентября — этап Moscow Classic Grand Prix;
- 3 октября — этап кубка Porsche Sport Challenge;
- 24 октября — многочасовая гонка Russian Endurance Challenge (REC).

### 2016
- 10—12 июня — этап чемпионата мира FIA WTCC;
- 22—24 июля — этап североевропейского чемпионата СМП Формула-4;
- 19—21 августа — этап DTM;
- 19—21 августа — этап североевропейского чемпионата СМП Формула-4.

Этапы национальных чемпионатов:
- 4—5 июня — этап Russian Superbike Championship[11] и Кубок Губернатора Московской области;
- 10—11 июня — этап кубка Mitjet Series;
- 12—13 июня — этап Moscow Classic Grand Prix;
- 18—19 июня — этап Russian Superbike Championship[11];
- 4 июля — этап Moscow Classic Grand Prix;
- 17 июля — этап кубка Porsche Sport Challenge;
- 22—24 июля — этап Чемпионата России по кольцевым автогонкам СМП РСКГ;
- 22—24 июля — этап кубка Mitjet Series;
- 19—21 августа — этап кубка Porsche Sport Challenge;
- 3 сентября — Гонка звёзд журнала «За рулём»;
- 3 сентября — многочасовая гонка Russian Endurance Challenge (REC);
- 1—2 октября — этап Moscow Classic Grand Prix;
- 9 октября — этап кубка Porsche Sport Challenge.

### 2017
- 28—30 апреля — этап любительского чемпионата MaxPower Cars (класс Time Attack);
- 4—6 мая — этап серии Russian Drift (RDS);
- 10—12 июня — этап Moscow Classic Grand Prix (олдтаймеры);
- 16—18 июня — этап Russian Superbike Championship (RSBK);
- 7—9 июля — этап Moscow Classic Grand Prix;
- 14—16 июля — многочасовая гонка Russian Endurance Challenge (REC);
- 21—23 июля — этап DTM (международный чемпионат по кузовным гонкам);
- 4—6 августа — этап Чемпионата России по кольцевым автогонкам СМП РСКГ;
- 25—27 августа — этап Russian Superbike Championship (RSBK);
- 29—30 сентября — этап Moscow Classic Grand Prix;
- 6—8 октября — этап любительского чемпионата MaxPower Cars.

### 2018
- 12 июня — 2 этап Russian Superbike Championship (RSBK);
- 18 августа — 6 этап Russian Superbike Championship (RSBK).

### 2019
- 21 июля — 4 этап Russian Superbike Championship (RSBK).

## Макеты

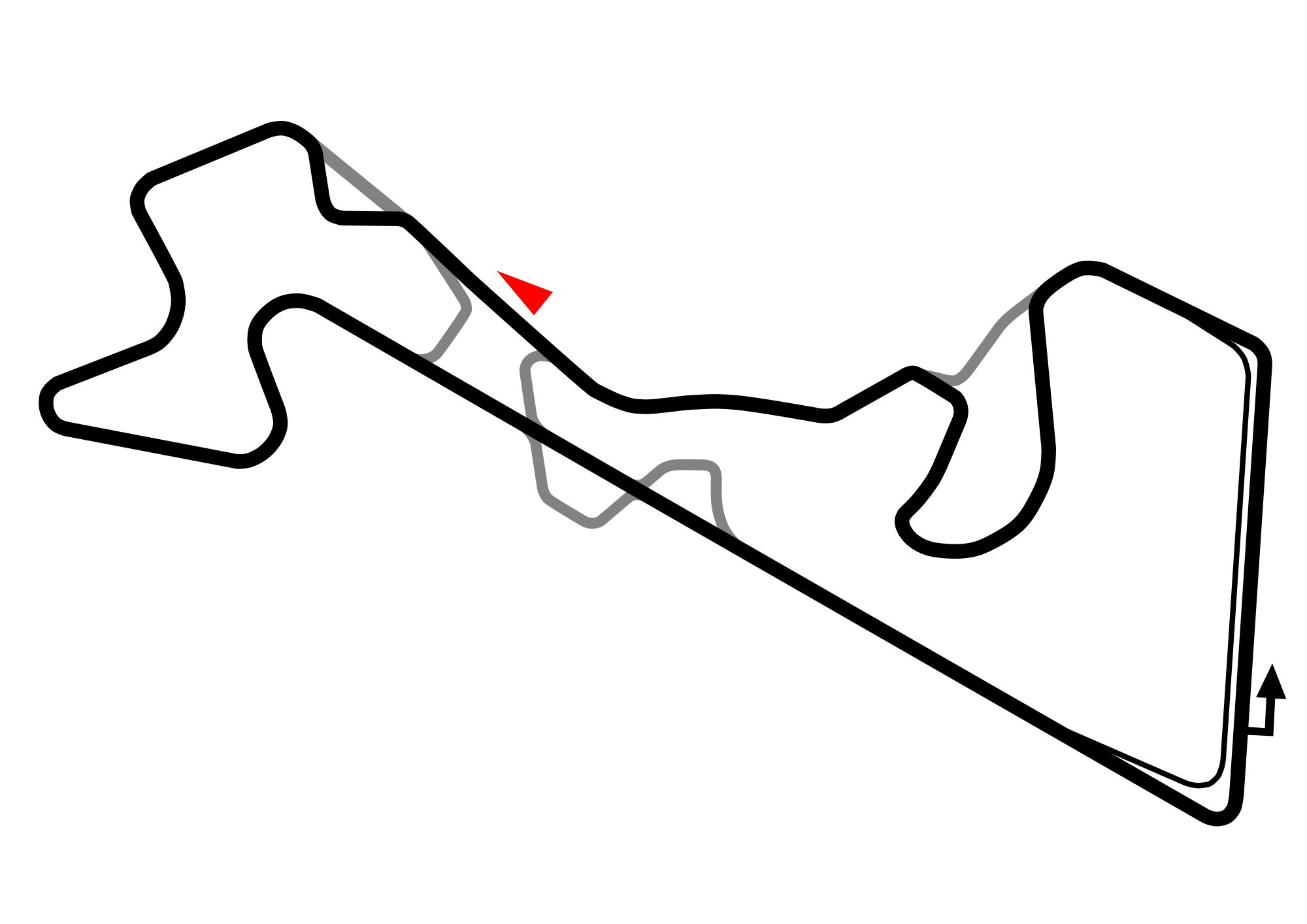
"Grand Prix Circuit"
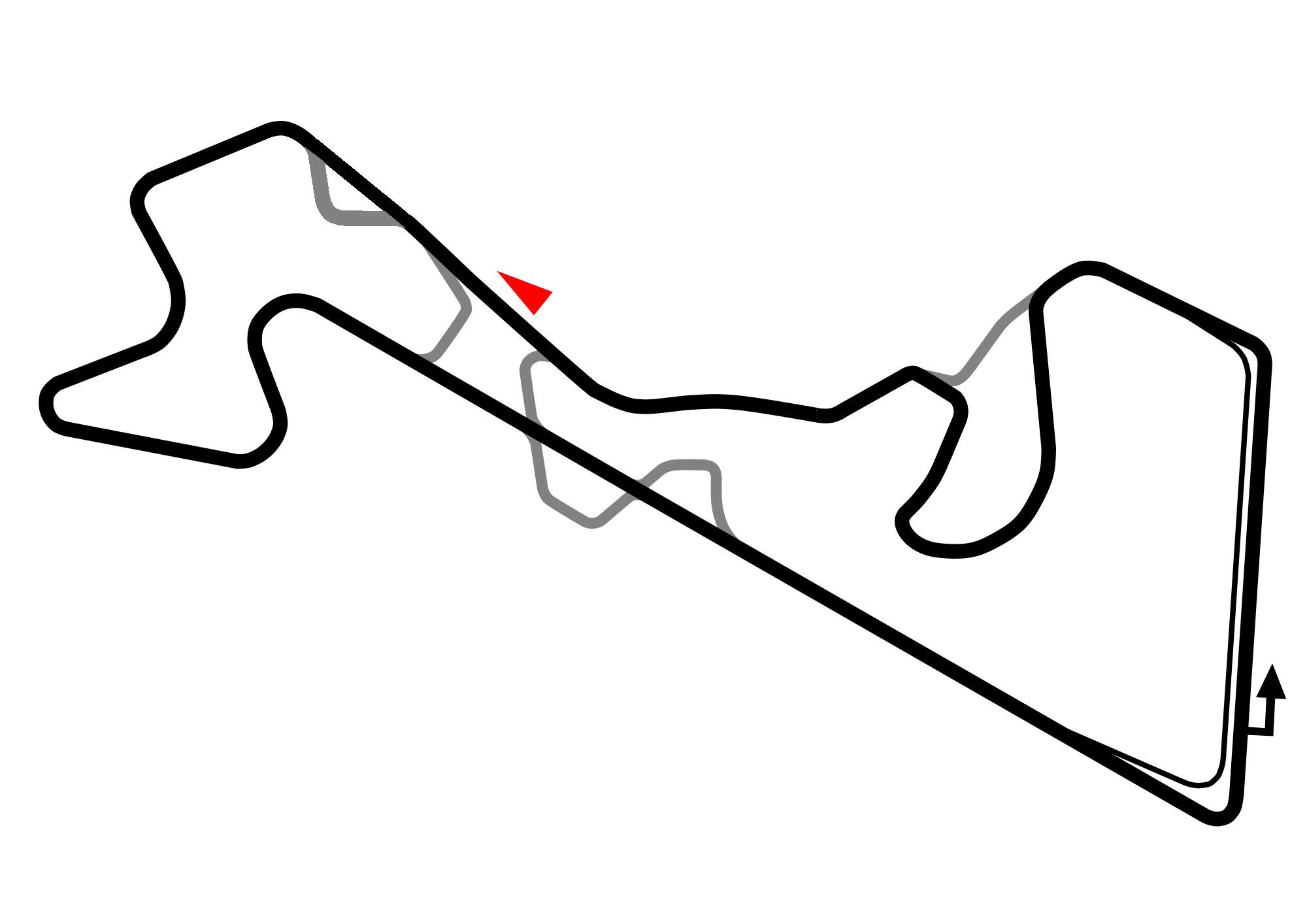
"Grand Prix Circuit", используется для мотоциклов
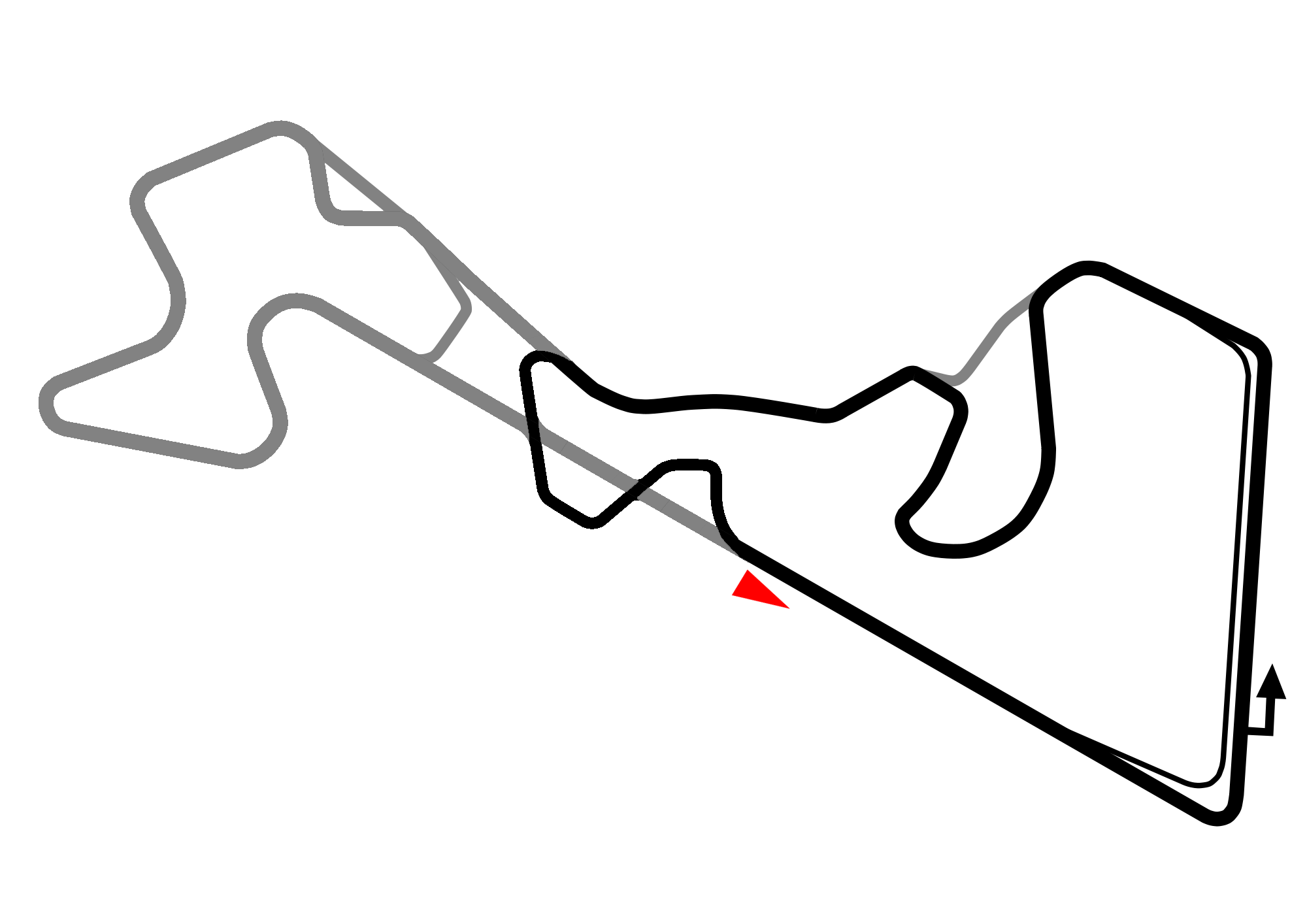
"Sprint Circuit", конфигурация для DTM
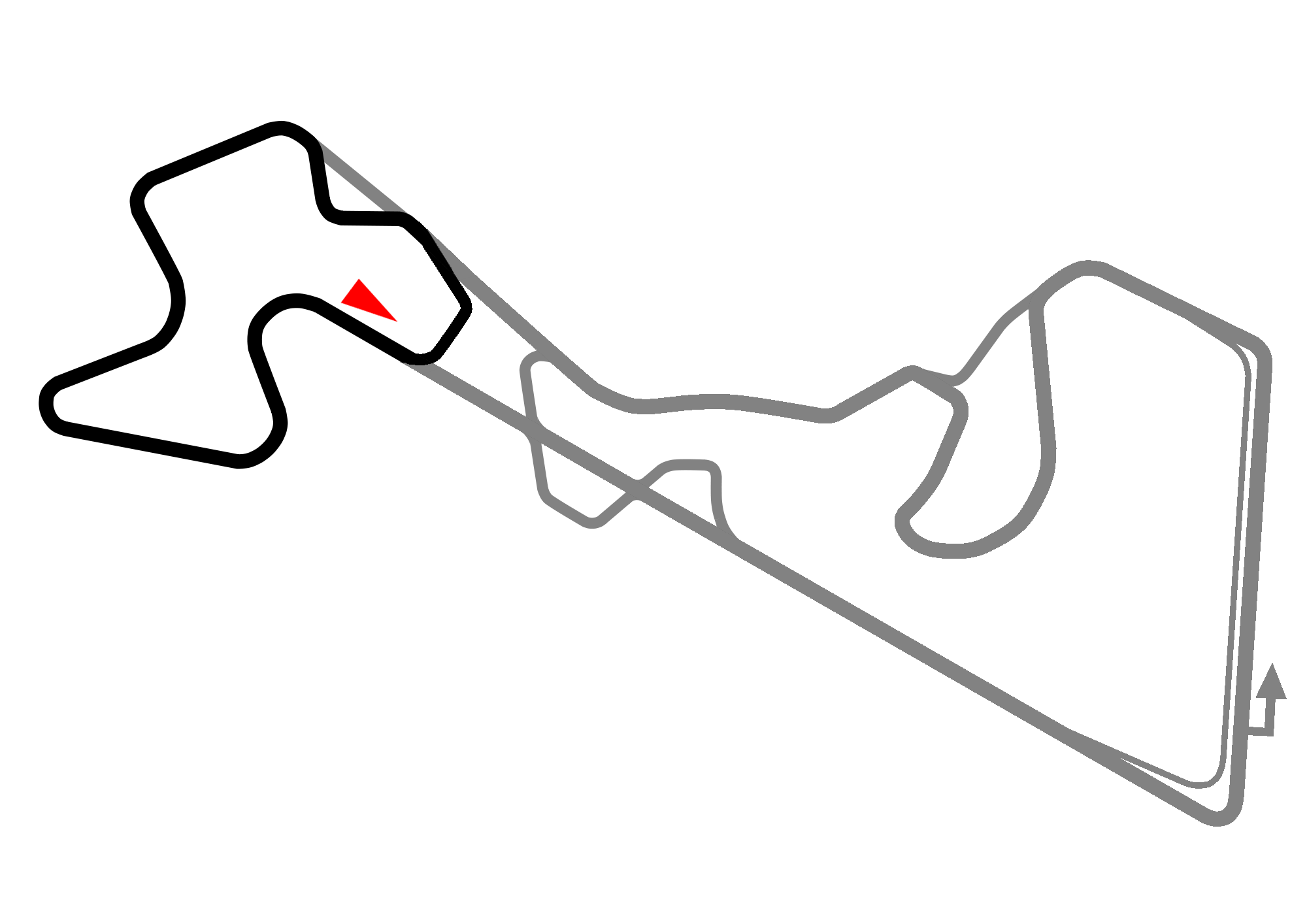
"Supersprint Circuit"

## Транспорт
В трёх с половиной километрах на северо-запад от трассы расположена железнодорожная станция Чисмена Рижского направления Московской железной дороги. В дни крупных соревнований организаторы пускают бесплатные автобусы от станции до входа на автодром. Также назначаются дополнительные электропоезда маршрута Москва-Рижская — Чисмена.

## Происшествия
21 июля 2013 года в ходе гоночного заезда чемпионата мира по суперспорту итальянский гонщик Андреа Антонелли (команда Goeleven Kawasaki) стал участником гоночного инцидента на прямой между 14 и 15 поворотами, в результате которого получил травмы, несовместимые с жизнью.
1 сентября 2013 года в ГКБ им. Боткина на 35 году жизни скончался венгерский мотогонщик Агоштон (Аго) Розиваль. 22 августа он получил тяжёлые травмы во время тренировки при жёстком торможении в конце длинной прямой.